# Elena Rudkovskaia
Elena Rudkovskaia (n. 21 aprilie 1973, Homieĺ, RSS Bielorusă, URSS) este o înotătoare bielorusă, medaliată olimpică. A participat la o ediție a Jocurilor Olimpice (1992) în care a câștigat o medalie de aur și o medalie de bronz.